# 오에카키

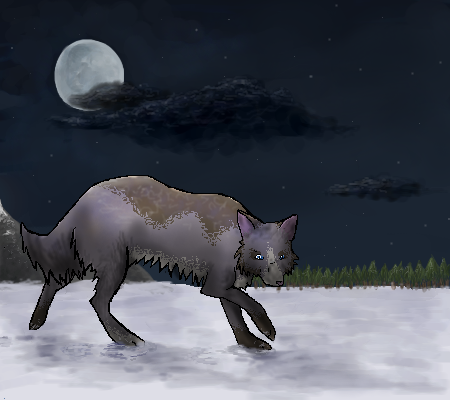
오에카키 툴로 그려진 동물 일러스트.

오에카키(일본어: お絵かき)는 "그림 그리기"를 뜻하는 일본어로, 인터넷에서는 별도의 프로그램 설치 없이 그림을 그려서 올릴 수 있는 게시판 시스템을 의미한다. 오에카키라는 명칭은 일본에서 처음으로 대중화되었던 이 종류의 게시판 프로그램인 OekakiBBS에서 유래했다. 종종 오에카키 게시판에서 사용되는 인터페이스만을 오에카키라고 부르는 경우도 있다.
오에카키는 일반적인 게시판에 그림을 그릴 수 있는 인터페이스가 덧붙여진 형태이다. 웹 브라우저 상에서 바로 그림을 그릴 수 있어야 하므로 보통 오에카키는 자바 애플릿을 사용하며, ActiveX나 어도비 플래시를 쓰는 경우도 종종 있다. 오에카키 인터페이스는 사용하기 어렵지 않으면서도 레이어 같이 본격적으로 그림을 그릴 수 있는 기능을 제공하며, 몇몇은 애니메이션이나 이어 그리기 기능을 지원하기도 한다. 프로그램에 따라서는 그림을 그리는 과정을 저장하여 다른 사람들이 볼 수 있게 하기도 한다.
오에카키 게시판은 특히 만화와 애니메이션 관련 사이트에서 많이 볼 수 있는데, 팬 아트 등을 그리기에 적합한 공간이기 때문이다. 또한 오에카키 전문 사이트에서는 자신의 고유한 캐릭터를 만들어 내는 사람들을 흔히 볼 수 있다.

## 트리비아
대한민국에서 오에카키는 ‘오이깎기’ 또는 ‘오이깎이’라는 비슷한 발음의 한국어 별칭이 있다. 특히, ‘오이깎기’라는 별칭은 네이버 붐에서 오에카키 게시판 이름으로도 사용하고 있다.

## 비툴
오에카키와 비슷한 국내의 시스템으로는 김성찬 씨가 개발한 비툴과 에스카르고가 있다. 비툴은 오에카키에서 보다 향상된 기능을 갖고 있어 국내의 여러 유저들이 오에카키 시스템보다 비툴을 더 선호한다. '비툴 커뮤니티'가 이에 대한 좋은 예로, 비툴을 사용하여 자신의 캐릭터를 창조, 다른 사람들이 역시 창작한 캐릭터와 대화하거나 이야기를 만들기도 한다.